# Бектив
Бектив (англ. Bective; ирл. Beigthigh) — деревня в Ирландии, находится в графстве Мит (провинция Ленстер).
Население — 30 человек (по оценке).